# Maximilian Liebsch
Maximilian Liebsch OPraem (* 19. November oder 20. November 1831 in Luditz, Böhmen als Anton Liebsch; † 20. März 1880 in Teplá, Böhmen) war ein römisch-katholischer Ordenspriester und zwischen 1867 und 1880 Abt des Stiftes Tepl.

## Leben
Anton Liebsch wurde als Sohn des Webers Josef Liebsch und seiner Ehefrau Elisabeth (geb. Kreibig) am 19. bzw. 20. November 1816 in Luditz (heute: Žlutice) geboren. Am 28. September 1835 trat er unter dem Ordensnamen Maximilian in das Noviziat von Stift Tepl ein, wo er am 28. September 1838 die Profess ablegte und am 2. August 1840 die Priesterweihe empfing. Danach wirkte Liebsch als Kaplan in der Stiftspfarre Pernharz (Pernarec) bei Tuschkau (Touškov), sowie als Provisor des Stiftes, bis er nach dem Tod von Abt Marian Josef Heinl am 10. Juli 1867 vom Konvent des Stiftes Tepl zum Abt gewählt wurde. Die Abtsbenediktion spendete ihm der Prager Weihbischof Peter Franz Krejčí am 14. Juli 1867.
Das Ansinnen von Kaiser Franz Joseph I. und des Prager Kardinals Friedrich zu Schwarzenberg, die Stifte Tepl und Seelau zu säkularisieren und auf Basis dieser finanziellen Grundlage zwei neue böhmische Bistümer zu stiften, vermochte Abt Liebsch 1869 durch entschiedenen Widerstand abzuwenden. Wie seine Vorgänger zeigte auch Liebsch dem Kurort Marienbad als Bauherr und Gönner sein besonderes Interesse. In seiner Amtszeit wurde unter anderem das Neue Badehaus errichtet (1867), die Trassenführung des Ferdinandbrunnens verlängert (1870) und viele Heilquellen neu gefasst. Die Investitionen des Stiftes Tepl hatten die Absicht, den Kurbetrieb wiederzubeleben. Dieser war 1866 während des Deutschen Krieges völlig eingebrochen und konfrontierte die regionale Wirtschaft mit einer Pleitewelle. Unter Liebsch verdoppelte sich 1879 der Kurbetrieb innerhalb von knapp zehn Jahren auf 7.855 Kurparteien.
Als Prälat war Liebsch politisch engagiert. Von 1866 bis 1870 und abermals von 1872 bis 1880 war er Mitglied des Böhmischen Landtags; zudem von 1875 bis 1880 Obmann der Bezirksvertretung Tepl. Am 18. November 1875 erfolgte durch Franz Joseph I. seine Berufung zum Mitglied des Herrenhauses des österreichischen Reichsrates auf Lebenszeit. Dort zählte er zur Verfassungspartei, einer liberalen Honoratiorenpartei verfassungstreuer Großgrundbesitzer. Jedoch stimmte er 1876 in den Debatten um das Klostergesetz sowie 1877 zum Ehegesetz gegen seine Partei. Die Vorlagen konnten das Herrenhaus nicht passieren.
Liebsch starb am 20. März 1880 im Stift Tepl.

## Ehrungen
- Orden der Eisernen Krone II. Klasse (1872)[16]